# 云贵轴果蕨
云贵轴果蕨（学名：Rhachidosorus truncatus），为蹄盖蕨科轴果蕨属下的一个植物种。